# Tarzan, l'uomo scimmia (film 1981)
Tarzan, l'uomo scimmia (Tarzan, the Ape Man) è un film del 1981 diretto da John Derek.
Le sceneggiatura di Tom Rowe è vagamente ispirata al romanzo statunitense di Edgar Rice Burroughs Tarzan delle Scimmie del 1914.

## Trama
James Parker parte per l'Africa alla ricerca della famosa scimmia bianca. Lo accompagna nella spedizione la figlia Jane, che rimane subito affascinata dalla giungla. Un giorno i due s'imbattono in un uomo strano che si comporta proprio come una scimmia saltando di albero in albero, da liana in liana, emettendo strani versi. Si tratta di Tarzan, l'uomo-scimmia, accompagnato dal fedele scimpanzé Cheetah che, accortosi dei piani di Parker per catturarlo, rapisce Jane e la porta con sé nella sua casa sull'albero. Tuttavia, Tarzan non si dimostra essere un bruto, ma anche un uomo dolce e gentile, così Jane si innamora di lui e lo vorrebbe portare con lei e il padre in Inghilterra.
Ma un giorno una tribù locale rapisce Jane per darla in sposa al suo capo, così Tarzan accorre in suo aiuto.

## Produzione
La pellicola è stata realizzata nello Sri Lanka e nelle Seychelles.

## Accoglienza
Il film venne nominato per sei Razzie Awards: peggior film, peggior attore (Richard Harris), peggior regista (John Derek), peggior sceneggiatura, peggior esordiente (Miles O'Keeffe) e peggior attrice (Bo Derek), ottenendo solo quest'ultimo.